# Zenón de Verona
Zenón de Verona (Mauritania, actual Marruecos y parte de Argelia, 300 - Verona, 371) fue un religioso católico norteafricano, octavo obispo de Verona entre el 362 y el 371. Es el patrón de esta ciudad. 
Original de la provincia de Mauritania dirigió en su diócesis la lucha contra el arrianismo. Fue un buen orador.
Se conservan unos 93 sermones (16 largos y 77 más breves) atribuidos a Zenón acerca de la Trinidad, María, virtudes teologales, así como de los sacramentos de la iniciación cristiana.
Zenón fortaleció la iglesia incipiente de Verona y combatió el paganismo y el arrianismo. Según Alban Butler los sermones del Antiguo Testamento tienen un corte antisemita. Aunque Laiti en su estudio sobre el modo en que san Zenón interpreta la Sagrada Escritura no menciona ninguna animadversión hacia el pueblo hebreo por parte del obispo veronés.
El 12 de abril se celebra su festividad.